# Anne Heinlein
Anne Heinlein (* 1977 in Potsdam) ist eine deutsche Foto-Künstlerin.

## Biografie
Anne Heinlein wurde als Tochter einer Lehrerin und eines Ingenieurs geboren und wuchs in einem kritischen religiösen Umfeld auf. Seit der Wende und nach dem Schulabschluss gehörte sie zur Potsdamer Künstler- und Hausbesetzer-Szene, wo sie die unmittelbaren Auswirkungen des Arbeitsplatzabbaus, des Wohnungsverlustes, des Verfalls und der wilden Nutzung von Wohn- und Geschäftshäusern unmittelbar kennenlernte. Sie absolvierte 1997 eine Lehre als Fotografin.
Bereits frühzeitig erfuhr sie von den öffentlich eher unbekannten militärischen Objekten in Städten und Gemeinden wie geheimdienstliche Sperrobjekte, konspirative Wohnungen und Ähnliches.
Mit einer Großformat-Fotokamera hält Anne Heinlein Ereignisse, Gebäude, Gegenden, Ansichten und Reste von militärisch genutzten Räumen und Flächen mit Schwarz-Weiß-Filmen fest. Sie bedient sich gegebenenfalls auch der Methode des Tiltens, d. h. des bewussten Verschwenkens der Objektivstandarte, was zur Verlagerung der Schärfenebene führt und ungewohnte Blicke auf die Objekte lenkt und öffnet.
In den Jahren 2000 bis 2006 studierte Anne Heinlein Fotografie an der Hochschule für Grafik und Buchkunst Leipzig, unter anderem bei den Professoren Timm Rautert und Joachim Brohm. Vom Land Brandenburg erhielt sie in den Jahren 2005 und 2012 jeweils ein Arbeitsstipendium Bildende Kunst.

## Veröffentlichungen
- 2022: Fotokunstband Geheimes Land, gemeinsam mit dem Historiker Peter Ulrich Weiss und der Buchgestalterin Uta Oettel, Verlag Fotohof Salzburg, 2022.[2][5]
- 2017: Wüstungen – Geschleifte Orte an der innerdeutschen Grenze, gemeinsam mit Göran Gnaudschun (Distanz Verlag Berlin, 2017), parallel zur Ausstellung Wüstungen im Haus am Kleistpark (Grunewaldstraße, Berlin).[6]
- Porträtserien über Frauen aus unterschiedlichen Berufen wie Nonnen, Feuerwehrfrauen, Bundeswehrsoldatinnen[4]

## Ausstellungen (Auswahl)
Solo
- 2022, 19. September, Potsdam Villa Quandt: Virtuelle Ausstellung, Lesung und Gespräch, gemeinsam mit Julia Schoch, Im Dickicht von Geschichte und Erinnerung. Geheime Zonen und Sperrgebiete der DDR.[7]
- 2018, Eschborn, Deutsche Börse Photography Foundation: Extreme. Territories[8]
- 2016, Berlin, Hilbert-Raum: The Golem of Hereford and other Stories[8]

 Gruppen 
- 2019, Brüssel, De Markten: Remembering Landscape[8]
- 2018, Frankfurt am Main: Ray18[8]
- 2018, Salzburg, Fotohof AT: In the Still of the Night[8]
- 2018, Eschborn im Rahmen der Triennale, Gebäude der Deutschen Börse: Wüstungen[8]
- 2018, Berlin-Biesdorf, Schloss: Blick Verschiebung[8]
- 2017, Potsdam Freundschaftsinsel: Kunst im Wald, gemeinsam mit anderen Mitgliedern des Brandenburgischen Künstler-Vereins[9]
- 2017, Düsseldorf, Raum Sechs: Wüstungen[8]
- 2016–2017, Potsdam Luisenforum: Der Brandenburg-Atlas[10]
- 2016, Kiel, Stadtgalerie: Der dritte Blick[8]
- 2015, Berlin, Willy-Brandt-Haus, Der dritte Blick[8]
- Werkzyklus Wüstungen (seit 2010); gemeinsam mit Göran Gnaudschun; stetig ergänztes und überarbeitetes Projekt mit Fotos über ehemalige Dörfer, Einzelgehöfte und Gemeinden, die wegen der vorgesehenen militärischen Nutzung geräumt werden mussten[2][11]
- 2007, New York City, Lumas Editions Gallery: Horizons[8]
- 2006, Berlin, LUMAS Editionsgalerie (Kurfürstendamm): Horizonte[8]
- 2003, Lotto-Stelle Land Brandenburg, Potsdam (Steinstraße): Stipendium 2002 / Bewerberausstellung[8]